# Бей первым, Фредди!
«Бей первым, Фредди!» (дат. Slå først, Frede) — датский фильм-комедия 1965 года. Фильм был поставлен Эриком Баллингом по совместному сценарию с Хеннигом Басом и Бенгтом Янусом.

## Сюжет
Фильм представляет собой кинопародию на фильмы о Джеймсе Бонде и рассказывает о весёлых приключениях мужчины, сошедшего с корабля и схваченного шпионской группировкой, принявшей его за тайного агента. На самом деле главный герой просто продавец развлекательных приспособлений и игрушек с низкопробно-юмористическим подтекстом, с помощью которых он и дурачит шпионов.
С помощью реального тайного агента по фамилии Смит и танцовщицы Сони коммивояжёр Фредди срывает операцию по началу Третьей мировой войны, которую должна была начать бомбёжка крылатыми ракетами, управляемыми дрессированными голубями.
Приключения героев продолжаются в следующем фильме тех же авторов «Расслабься, Фредди!»

## В ролях
- Мортен Грюнвальд — Фреди Хансен
- Ове Спрогёе — агент Смит
- Поуль Бунгаард — Колик
- Эсси Перссон — Соня
- Мартин Хансен — доктор Пакс
- Джон Уиттиг — 1-й агент
- Фрэнки Стил — 2-й агент
- Йорген Блакстед — 3-й агент
- Эдвард Флеминг — 4-й агент
- Вальсё Холм — датчанин
- Лисбет Франдсен — одинокая дама
- Сёрен Роде — Шницель
- Филипп Деко — Примов
- Фредди Кох — Цинк
- Карл Стеггер — Првсцтх
- Андре Салиман — Шноркель
- Кнуд Рекс — Хэчис
- Артур Йенсен — Карло
- Эбба Вит — первая дама
- Эльзе-Мари — вторая дама
- Анни Мари Ли — горничная
- Ян Приискор-Шмидт — коридорный в гостинице
- Анни Вернер-Томсен
- Микаэль Спрен
- Олаф Линдфорс
- Бьорн Спиро
- Ханс Эйнер Йенсен
- Гуннар Стромвад

## Саундтрек
Саундтрек к фильму исполнила группа The Matadors, название песни — «Love birds».
Музыку к фильму написал композитор Бент Фабрициус-Бьерре.

## Прокат
Фильм вышел в прокат в Дании 21 декабря 1965 года, в Финляндии — 29 июля 1966 года, в ФРГ — 23 сентября 1966 года, в Швеции — 26 ноября 1966 года, в СССР — 30 июня 1969 года (посмотрели 30,1 млн человек).

## Награды
- 1966 — премия «Бодиль» за лучший датский фильм («Бей первым, Фреди!»)[5]